# Ігера-де-лас-Дуеньяс
Ігера-де-лас-Дуеньяс (ісп. Higuera de las Dueñas) — муніципалітет в Іспанії, у складі автономної спільноти Кастилія-і-Леон, у провінції Авіла. Населення — 329 осіб (2010).
Муніципалітет розташований на відстані близько 80 км на захід від Мадрида, 47 км на південь від Авіли.

## Демографія
Динаміка населення (INE ):